# 岡和田晃
岡和田 晃（おかわだ あきら、1981年 - ）は日本のゲームデザイナー、翻訳家、および文芸評論家、SF評論家、編集者、詩人。
「ナイトランド・クォータリー」編集長、AGS(アナログ・ゲーム・スタディーズ) 主催。日本近代文学会、日本SF作家クラブ、日本文藝家協会、遊戯史学会、日本デジタルゲーム学会、日本詩人クラブ、茨城県詩人協会、日本ペンクラブ各会員。
SF Prologue Wave編集部所属。

## 経歴
北海道上富良野町出身。北海道旭川北高等学校英語科、早稲田大学第一文学部文芸専修卒業、筑波大学大学院人文社会科学研究科一貫制博士課程修士取得退学、共愛学園前橋国際大学非常勤講師、東海大学非常勤講師、法政大学兼任講師。
工事現場での労働を経て、2007年にライター・デビュー、2008年、トマス・M・ディッシュ論「生政治と破滅」で第51回群像新人文学賞評論部門最終候補。2009（2010）年、評論「「世界内戦」とわずかな希望―伊藤計劃『虐殺器官』へ向き合うために」で第5回日本SF評論賞優秀賞受賞。2014年刊行の『北の想像力―《北海道文学》と《北海道SF》をめぐる思索の旅』で第35回日本SF大賞最終候補、第46回星雲賞参考候補となる。
2016年、評論「破滅の先に立つ―ポストコロニアル現代／北方文学論」で第50回北海道新聞文学賞佳作。2019年、「ナイトランド・クォータリー」誌2代目編集長に就任、また第一詩集『掠れた曙光』で茨城文学賞詩部門を受賞。2021年、「村田正夫論」「清水博司論」で潮流詩派賞評論部門年間最優秀作品賞を受賞。2024年、共著『創元SF文庫総解説』で星雲賞ノンフィクション部門を受賞、共著『SF評論入門』で日本SF大賞最終候補となる。現代詩の朗読活動も行い、コンテストKOTOBA Slam Japan2022北海道大会準優勝。テーブルトークRPG関連書籍の紹介・翻訳に多く携わり、ゲームマスターとしても著名である。近年は英語でのゲーム作品を発表したり、詩がフランス語に翻訳されたりしている。

## 著作

### 評論単行本
- 「世界内戦」とわずかな希望――伊藤計劃・SF・現代文学 (単著・評論集、2013年、書苑新社 ISBN 4883751619)
- 北の想像力――《北海道文学》と《北海道SF》をめぐる思索の旅（主編著・評論集、2014年、寿郎社 ISBN 4902269708）
- 向井豊昭の闘争 異種混交性（ハイブリディティ）の世界文学（単著・評論集、2014年、未來社 ISBN 4624601157）
- アイヌ民族否定論に抗する（共編著・評論集、2015年、河出書房新社 ISBN 4309226205）
- 世界にあけられた弾痕と、黄昏の原郷――SF・幻想文学・ゲーム論集（単著・評論集、2017年、書苑新社 ISBN 4883752631）
- 反ヘイト・反新自由主義の批評精神　いま読まれるべき〈文学〉とは何か（単著・評論集、2018年、寿郎社 ISBN 4909281126）
- 現代北海道文学論　来るべき「惑星思考（プラネタリティ）」に向けて（編著・評論集、2019年、藤田印刷エクセレントブックス ISBN 978-4-86538-105-4）
- 幻想と怪奇の英文学Ⅳ　変幻自在編（共著・評論集、春風社、2020年　ISBN 4861106990）
- 史学研究とゲーム研究の徒・蔵原大―遺稿と追悼―（共編著・評論集、2021年、蔵原大遺稿集刊行会）
- 創元SF文庫総解説（共著・評論集、2023年、東京創元社 ISBN 4488003990）
- 上林俊樹詩文集　聖なる不在・昏い夢と少女（編著・詩文集、2023年、SFユースティティア　ISBN 4911087021）
- SF評論入門（共著、2024年、小鳥遊書房 ISBN 4867800554）

### 小説単行本
- 向井豊昭傑作集 飛ぶくしゃみ（編著・小説集、2014年、未來社 ISBN 4624934423）
- 骨踊り　向井豊昭小説選（編著・小説集、幻戯書房、2019年、ISBN 4864881642）
- 再着装（リスリーヴ）の記憶　〈エクリプス・フェイズ〉アンソロジー（編著・小説集、2021年、書苑新社 ISBN 4883754502）
- 鳩沢佐美夫の仕事　第一巻（編集協力・小説集、2021年、藤田印刷エクセレントブックス ISBN 4865381317）
- ヴィリコニウム　パステル都市の物語（M・ジョン・ハリスン著、大和田始訳、共編著・解説、2021年、書苑新社　ISBN 488375460X）
- いかに終わるか　山野浩一発掘小説集（編著・小説集、2022年、小鳥遊書房 ISBN 4909812768）
- 花と機械とゲシタルト（山野浩一著、解説、2022年、小鳥遊書房 ISBN 486780004X）
- レヴォリューション+1（山野浩一著、編集・解説、2024年、小鳥遊書房　ISBN 978-4-86780-047-8）

### ゲーム関連単行本
- ガンドッグゼロ リプレイ アゲインスト・ジェノサイド (単著・リプレイ小説、2009年、新紀元社 ISBN 4775307142）
- トンネルズ&トロールズでTRPGをあそんでみる本（共著・ゲーム入門書、2016年、冒険支援株式会社 ISBN 4904413105）
- ベア・ダンジョン+ベア・カルトの地下墓地+運命の審判（共著・翻訳&創作集、2018年、グループSNE、ISBN 4883753018）
- ブラマタリの供物　クトゥルフ神話ブックゲーム（共著・解説、設定考証、2018年、新紀元社、ISBN 4775316451）
- 傭兵剣士+青蛙亭ふたたび+無敵の万太郎とシックスパックの珍道中（共著・創作集、2019年、グループSNE ISBN 488375362X)
- 怪奇の国のアリス+怪奇の国！（翻訳・創作集、2021年、グループSNE ISBN 4883754340）
- T&Tビギナーズバンドル　魔術師の島（共著、翻訳・創作集、2022年、グループSNE ISBN 9784775320303）
- Ken St. Andre's Monsterary of Zimrala（共著、創作集、2022年、Trollgodfather Press）
- モンセギュール1244（翻訳、2023年、ニューゲームズオーダー）
- The Descendants of the Druids（共著、創作集、2023年、Trollgodfather Press）
- メイキング・オブ・アサシン クリード（共著、翻訳集、2023年、グラフィック社 ISBN 4766138260）
- Whether The Cat Is Black or White（共著、創作集、2024年、Trollgodfather Press）
- 猫の女神の冒険　『モンスター！モンスター！TRPG』ソロアドベンチャー（翻訳集、2024年、FT書房）

### インタビュー収録単行本
- こころ揺らす　自らのアイヌと出会い、生きていく（北海道新聞社、2018年、ISBN 489453925X）

### 詩集単著
- 掠れた曙光（幻視社、2019年、第2版 ISBN 4883753778）
- 世界の起源の泉（SFユースティティア、2024年ISBN 4883753778）

### 詩集共著
- 日本現代詩選2022（日本詩人クラブ、2022年）
- NO JAIL CAN CONFINE YOUR POEM 詩の檻はない（バームダード、2023年、ISBN 4-8150-3933-X）
- Nulle prison n’enfermera ton poème（バームダード、2023年、ISBN 978-2917873588）
- 茨城現代詩選2023（茨城県詩人協会、2023年）
- 日本現代詩選2024（日本詩人クラブ、2024年 ISBN 978-4-86536-123-0）

### 詩集翻訳
- ソマイア・ラミシュ詩集　私の血管を貫きめぐる、地政学という狂気: madness of geography in my veins（編訳、バームダード、2024年 ISBN 978-4815045135）
- 独りぽっちの人生（せいかつ）―東京大空襲により心をこわされた子たち The Struggling Children of the Tokyo Air Raids（英訳、コールサック社、2025年ISBN 9784864356411）

### 現代詩（雑誌等への寄稿）
- これはプロレタリア詩だ！（抄）（「現代詩手帖」2019年12月号）
- 聖アントワーヌの篤信（「壘」4号）
- プロレタリア詩の誕生（「早稲田学報」2020年6月号）
- ジェスターの鼻（「茨城の文化」55号）
- 世界の起源の泉（「白亜紀」157号）
- アーレアの守護者による頌歌（「ナイトランド・クォータリー」vol.21）
- レオポルドシュタットの亡失——表現主義なき時代の若き詩人に（「壘」5号）
- モンスター・ホラー・ショウ？（「ナイトランド・クォータリー」vol.22）
- 斧と逢引（「白亜紀」158号）
- ジェイムズ翁のトールテール（「壘」6号）
- ウィーン体制に一矢報いて（「壘」7号）
- プロレタリア詩の逆襲（「潮流詩派」264号）
- 宿便（「現代詩手帖」2021年2月号）
- 乱立する高塔の逆螺子の（「白亜紀」159号）
- 鳥葬にされた抒情（「壘」8号）
- 反抒情（「潮流詩派」265号）
- 崩れた微光（「白亜紀」160号）
- 非常勤の淫売——薔薇十字に刻まれた、めくるめく加藤郁乎への戯論の註釈の序文（「壘」9号）
- わたしたちがまだ手放さずにいたもの（「ナイトランド・クォータリー」増刊号）
- 四つの四重葬（「壘」10号）
- 勾配と火藥――桜井勝美『ボタンについて』に（「潮流詩派」266号）
- ゴミ（「潮流詩派」266号）
- ご臨終――風刺詩人・村田正夫に（「潮流詩派」267号）
- 最後のシュルレアリスト（「白亜紀」161号）
- みずからを凍結させて仄暗く──エミリー・ディキンスンに（「ナイトランド・クォータリー」vol.27）
- バースの女房の産褥（「壘」11号）
- アジビラ讃歌――アナキスト向井孝に「潮流詩派」268号）
- わたしが響いている（「潮流詩派」268号）
- 水際の露光（「白亜紀」162号）
- 道徳の彼岸から弾き出された悲願（「壘」12号、『日本現代詩選2022』日本詩人クラブ）
- 悪を撃つ詩（「潮流詩派」269号）
- 惨ましい呻きの架けた虹（「白亜紀」163号）
- 匂いとともに棘で刺す――風刺詩人・小熊秀雄に（「壘」13号）
- 我らは自分たちの共感、良心を利用されている（「潮流詩派」271号）
- 来訪者（「白亜紀」164号）
- 煉獄の絶縁（「壘」14号）
- 冷笑野郎（ひろゆき）に中指を立てろ！（「潮流詩派」272号）
- マルジナリアは囁く（「壘」15号）
- ありえざる補償（「白亜紀」165号）
- 沈黙の先に、聞こえるは（「現代詩手帖」2024年12月号）

### 評論・インタビュー等
- ミノタウロス（佐藤亜紀著、文庫解説、2010年、講談社文庫）
- 平田真夫の挑戦（「Webミステリーズ！」2011年9月号、東京創元社）
- The Indifference Engine（伊藤計劃著、文庫解説、2012年、ハヤカワ文庫JA）
- しずおかの文化新書9 しずおかSF 異次元への扉～SF作品に見る魅惑の静岡県～（共著、2012年、財団法人静岡県文化財団）
- 21世紀探偵小説　ポスト新本格と論理の崩壊（共著、2012年、南雲堂）
- 『盤上の夜』を語り尽くす（宮内悠介・草場純との鼎談、「Webミステリーズ！」2013年3月号、東京創元社）
- 生ける屍（ピーター・ディキンスン著、文庫解説、2013年、ちくま文庫）
- 「はだしのゲン」を読む（共著、2014年、河出書房新社）
- 人狼ゲーム BEAST SIDE（川上亮著、文庫解説、2014年、竹書房文庫）
- 頭蓋骨の中の楽園（浦賀和宏著、文庫解説、2014年、講談社文庫）
- 幻想文学は何度でも回帰する（東雅夫・高原英理との鼎談、「早稲田文学」2014年秋号）
- ノーベル文学賞にもっとも近い作家たち　いま読みたい38人の素顔と作品（共著、2014年、青月社、パスカル・キニャールを担当）
- 夷を微かに希うこと　向井豊昭と木村友祐（「すばる」2014年12月号、集英社）
- きっとあなたは、あの本が好き。　連想でつながる読書ガイド（共著、2016年、立東舎、J・R・R・トールキンを担当）
- 月と幻想科学（荒俣宏・松岡正剛著、文庫解説、2016年、立東舎文庫）
- MELANO MUSIUM～イタリニャ大公国、猫の名画コレクション（目羅健嗣著、解説、2016年、書苑新社）
- 〈アイヌ〉をめぐる状況とヘイトスピーチ（「すばる」2017年2月号、集英社）
- 北の文学2016（共著、2017年、北海道新聞社）
- 未来の他者へ 『サクリファイス』『希望のエートス』批評集（神山睦美編、共著、2017年、響文社）
- 津島佑子 土地の記憶、いのちの海（共著、2017年、河出書房新社）
- 高橋和巳 世界とたたかった文学（共著、2017年、河出書房新社）
- タエ・恩寵の道行（林美脉子著、帯・栞文、2017年、書肆山田）
- 世界のすべての朝は（パスカル・キニャール著、解説、2017年、伽鹿舎）
- 江原光太と〈詩人のデモ行進〉（「現代詩手帖」2017年8月号）
- 江原光太と〈詩人的身体〉（「現代詩手帖」2017年9月号）
- ニューウェーヴは終わらない　山野浩一を追悼する（「SFマガジン」2017年10月号）
- 石牟礼道子　さよなら、不知火海の言魂（共著、2018年、河出書房新社）
- プリズナーNo.6完全読本（共著、2018年、洋泉社）
- 日本現代卓上遊戯史紀聞1　安田均（共著、2018年、ニューゲームズオーダー）
- 日本現代卓上遊戯史紀聞2　草場純（共著、2018年、ニューゲームズオーダー）
- 追悼　ケイト・ウィルヘルム小特集（共著、2018年、「TH」No.75）
- 山野浩一氏追悼パネル（2018年、週刊読書人連載）
- 〈死〉を内包した北方性から 天草季紅『ユーカラ邂逅 アイヌ文学と歌人小中英之の世界』評（2018年、「鹿首」13号）
- 日本現代卓上遊戯史紀聞1b　安田均/補遺（共著、2019年、ニューゲームズオーダー）
- RPG研究の現在と、伏見健二の「初期の仕事(アーリー・ワーク)」（2019年、「層　映像と表現」11号、北海道大学大学院）
- 愛は、こぼれるqの音色（図子慧著、解説、2019年、書苑新社）
- モダニズム詩の火玉 : 小熊秀雄・今野大力・北村順次郎と一九二六年前後の「旭川新聞」（「現代詩手帖」2019年8月号）
- 現代詩よ、大いに遊べ！（「現代詩手帖」2019年12月号）
- 「バベルの図書館」の解釈学（「ナイトランド・クォータリー」Vol.20、2020年）
- 民衆史から「惑星思考」へ――近代文学が棚上げし、現代にヘイトとして現出した問題について考える（林浩治との対談、「図書新聞」3340号）
- 空飛ぶ島ラピュータの解釈学（「ナイトランド・クォータリー」Vol.21、2020年）
- リヒャルト・ワーグナーの共苦と偉大（「TH」Vol.83、2020年）
- 「肉体植民地」から『盲人書簡』へ～寺山修司への敬意と、唐十郎『ジャガーの眼』（「TH」No.85、2021年）
- 『ネクロスの要塞』から『メタモスの魔城』へ～オマケシールと「ローカル・サロン」の再生」（「TH」No.86、2021年）
- 〈風〉に溶け込み、「惑星思考（プラネタリティ）」へ向かうこと――清水博司論（「潮流詩派」265号、2021年）
- 小熊秀雄研究の一世紀（「詩と思想」2021年7月号）
- 『肉体と死と悪魔』と『生の館』が赤裸々に語る～マリオ・プラーツ小論（「TH」87、2021年）
- Gayatri Spivak ：批判的地域主義としての惑星思考へ（『脱領域・脱構築・脱半球』、小鳥遊書房、2021年）
- 東村岳史『近現代北海道とアイヌ民族―和人関係の諸相』（三元社）書評（「図書新聞」2021年8月14日号）
- 「中立を守る」ことの危うさ　分断の打破に不可欠なレイシズム・ポリシー批判（「読書人」2021年9月3日号）
- 過激・巧妙化するアイヌ差別　和人の加害性　歴史忘れず（「北海道新聞」2021年10月23日）
- 高原英理「少年愛文学選」書評（「TH」No.88、2021年）
- T&T情報コーナー（「GMウォーロック」3号～4号、2021年）
- 来るべき民主主義の位置を手繰り寄せる――真壁仁編『詩のなかに目覚める日本』論（「B面の岩波新書」、2021年）
- 共有され、変容する多言語の魔都市～『プラハ ヤヌスの相貌』と『都市と都市』（「TH」No.89、2021年）
- ｢簒奪された｢社会派」への信頼、歴史感覚を取り戻すために――村田正夫論（「潮流詩派」267号、2021年）
- 加害の淵源たる家父長制と植民地主義をともに転覆させる――林美脉子『レゴリス／北緯四十三度』（「現代詩手帖」2021年12月号）
- 新渡戸稲造の植民政策論―アイヌを不可視化させた言説―（「本郷」157号、2022年1月）
- 花崎皋平詩集『アイヌモシﾘの風に吹かれて』（帯文、クルーズ、2022年）（「TH」No.89、2021年）
- レオス・カラックス監督『アネット』～男たちを破滅に向かわせる無垢な歌声（「TH」No.90、2022年）
- 交錯するファム・ファタルとオム・ファタル～ヘンリー・ジェイムズ『ロデリック・ハドソン』小論（「TH」No.90、2022年）
- 「内宇宙からのゲリラ戦――終末論から離れていかに滅亡し、意識を逆流させるかを考える」（樺山三英との対談、「図書新聞」2022年4月2日号）
- マーガレット・ワイス『レイストリン戦記』書評（「図書新聞」2022年04月09日号）
- 裸のラリーズという《夜の夢》（「TH」No.91、2022年）
- 『夜のガスパール』でのディジョンと音楽（「TH」No.91、2022年）
- 鳩沢佐美夫（『アイヌ文化史辞典』、吉川弘文館、2022年）
- スタニスワフ・レム『マゼラン星雲』書評（「図書新聞」2022年9月3日号）
- 島村一平『憑依と抵抗 現代モンゴルにおける宗教とナショナリズム』書評（「読書人」2022年9月6日号）
- 「未来学」批判としての「内宇宙」――山野浩一による『日本沈没』批判からフェミニズム・ディストピアまで（上）（「季報　唯物論研究」160）
- 多面体パゾリーニ　四方田犬彦インタビュー（「図書新聞」2022年12月10日号）
- トマス・M・ディッシュ『SFの気恥ずかしさ』書評（「図書新聞」2023年3月4日号）
- 〝新しい波〟のSF詩人、D・M・トマスの一九六九年（「TH」No.92、2022年）

### 連載
- 「北海道新聞」にて「現代北海道文学論　「北の想像力」の可能性」（2015年～2017年、月1回、企画・監修・執筆）
- 「図書新聞」にて「〈世界内戦〉下の文芸時評」（2015年～、月1回）
- 「Role&Roll」（新紀元社）にて「戦鎚傭兵団の中世“非”幻想事典」（中世ヨーロッパ入門コラム、2011年～、隔月、リレー連載）
- 「TH（トーキングヘッズ叢書）」（書苑新社）に幻想文学の連載（2014年～2015年、季刊）
- 「TH（トーキングヘッズ叢書）」（書苑新社）に「ロック・ミュージックとRPG文化」を連載（2015年～2017年、季刊）
- 「TH（トーキングヘッズ叢書）」（書苑新社）に「山野浩一とその時代」を連載（2017年～、季刊）
- 「ナイトランド・クォータリー」（書苑新社）にて幻想文学についてのコラムを寄稿（2015年～、季刊）
- 「未来」（未來社）にて「真空の開拓者――大江健三郎の「後期の仕事（レイト・ワーク）」」（2015～16年、季刊）
- 日本SF作家クラブ公認ネットマガジン「SF Prologue Wave」（月刊）で毎号『エクリプス・フェイズ』（RPG）情報（2012年～）
- 日本SF作家クラブ公認ネットマガジン「SF Prologue Wave」（月刊）で〈山野浩一未発表小説集〉（2017年～、企画・監修）
- 「トンネル・ザ・トロール・マガジン」（グループSNE）にて、『トンネルズ＆トロールズ』についてのコラムを寄稿（2016年～17年、季刊）
- 「未来」にて、東條慎生「『挾み撃ち』の夢――後藤明生の引揚げ(エグザイル)」（2016年～17年、季刊、監修）
- 「ウォーロック・マガジン」（グループSNE）にて、『ファイティング・ファンタジー』についてのコラムを寄稿（2018年～19年）
- 「フラジャイル」で「現代北海道文学研究」を連載（2020年～、年3回）
- 「FT新聞」で「『ウォーハンマーRPG』を愉しもう！」を連載（2021年～、隔週）

### 編集
- ナイトランド・クォータリーvol.16 化外の科学、悪魔の発明（2019年）ISBN 4883753433　編集部員、K・W・ジーター論等
- ナイトランド・クォータリーvol.17 ケルト幻想～昏い森への誘い～（2019年）ISBN 4883753557　編集長、井村君江インタビュー等
- ナイトランド・クォータリーvol.18 想像界の生物相（2019年）ISBN 4775306472　編集長、開田裕治インタビュー等
- ナイトランド・クォータリーvol.19 架空幻想都市（2019年）ISBN 4883753832　編集長、梵寿鋼・垂野創一郎インタビュー等
- ナイトランド・クォータリーvol.20 バベルの図書館（2020年）ISBN 4883753999　編集長、高山宏インタビュー等
- ナイトランド・クォータリーvol.21 空の幻想、蒼の都（2020年）ISBN 4883754073　編集長、中野善夫インタビュー等
- ナイトランド・クォータリーvol.22 銀幕の怪異、闇夜の歌聲（2020年）ISBN 4883754189　編集長、柳下毅一郎インタビュー等
- ナイトランド・クォータリーvol.23 怪談 (KWAIDAN)―Visions of the Supernatural（2020年） ISBN 4883754251　編集長、鍛治靖子インタビュー等
- ナイトランド・クォータリーvol.24 ノマド×トライブ〜多世界における異質の再定義（2021年） ISBN 4883754375　編集長、和爾桃子インタビュー等
- ナイトランド・クォータリーvol.25 メメント・モリ〈死を想え〉～病疾(えやみ)に蠢く死の舞踏（2021年）　ISBN 4883754413　編集長、大和田始インタビュー等
- ナイトランド・クォータリー増刊号 妖精が現れる! ～コティングリー事件から現代の妖精物語へ（2021年）　ISBN 4883754456　編集長、妖精文学論等
- ナイトランド・クォータリーvol.26 異教の呼び声（2021年） ISBN 4883754537　編集長、健部伸明インタビュー等
- ナイトランド・クォータリーvol.27 蟄居/幽閉/籠城 ～潜み棲む恐怖（2021年） ISBN 4883754537 編集長、あだちひろし、山田和子インタビュー等
- ナイトランド・クォータリーvol.28 暗黒の世界と内なる異形（2022年） 編集長　井辻朱美インタビューなど
- ナイトランド・クォータリーvol.29 サロメ、無垢なる誘惑者の幻想（2022年） 編集長　下楠昌哉インタビューなど
- ナイトランド・クォータリーvol.30 暗黒のメルヘン〜闇が語るもの（2022年） 編集長  金原瑞人インタビューなど
- ナイトランド・クォータリーvol.31 往方の王、永遠の王〜アーサー・ペンドラゴンとは何者だったのか（2023年） 編集長 井村君江インタビューなど
- ナイトランド・クォータリーvol.32 未知なる領域へ〜テラ・インコグニタ（2023年）　編集長　A・メリット論など
- ナイトランド・クォータリーvol.33 人智を超えたものとの契約（2023年）　編集長　西谷史インタビューなど
- ナイトランド・クォータリーvol.34 対なるものへの畏怖〜双生児あるいは半神（2023年）　編集長　中島晶也インタビューなど
- ナイトランド・クォータリーvol.35 永劫の戦い、終わりなき恐怖（2024年） 編集長　吉川悠を囲む座談会など
- ナイトランド・クォータリーvol.36 夢魔がもたらす幻想（2024年）　編集長　石亀航・勝山海百合との鼎談など
- ナイトランド・クォータリーvol.37 吟遊詩人と物語の生まれるところ（2024年） 編集長 エレン・カシュナー論など
- ナイトランド・クォータリーvol.38 仮面は語る〜真実（まこと）と偽りの顔のあわいに（2025年） 編集長 嶋田洋一インタビューなど

### RPGリプレイ (雑誌等掲載)
ダンジョンズ&ドラゴンズ第3版・リプレイ
すべて「Role&Roll 別冊 Lead&Read」（新紀元社）掲載
- Secret Struggles In Sharn（「Lead&Read」Vol.1、2008年）ISBN 4775305964
- In Search Of The Draconic Prophecy（「Lead&Read」Vol.3、2008年）ISBN 4775307037
- Champions Beyond The Planes（「Lead&Read」Vol.5、2009年）ISBN 4775306472

ダンジョンズ&ドラゴンズ第4版・リプレイ
- 竜の予言に選ばれし者たち（日本語版公式サイトで連載、2010年～）

ウォーハンマーRPG・リプレイ
- 魔力の風を追う者たち（GAME JAPAN誌に連載（2008年）、のち日本語版公式サイトに転載）
- 混沌狩り（GAME JAPAN誌に連載（2008年）、のち日本語版公式サイトに転載）

ゴブリンスレイヤーTRPG・リプレイ
- 原作者・蝸牛くも氏のGMでお届けする「ゴブリンスレイヤーTRPG」先行リプレイ。マフィア梶田ら，歴戦の冒険者達がダンジョンに挑む（4Gamer.net、2018年）

モンセギュール1244リプレイ
- モンセギュール1244リプレイ　中世主義研究会編（FT新聞）

### RPGシナリオ（雑誌等掲載）
- 黒の過程（「Role&Roll」Vol.42、2008年）ISBN 4775306154　汎用ファンタジー
- ミッション：ルインズ・アンド・イデオロギー（「Role&Roll」Vol.67、2010年）ISBN 4775308084　『ガンドッグゼロ』用
- スパイダー・ローズの孤独（「Role&Roll」Vol.143、2016年）ISBN 4775314440　『エクリプス・フェイズ』用
- アビス・オブ・シンギュラリティ（「Role&Roll」Vol.147、2016年）ISBN 4775314718　『エクリプス・フェイズ』用
- タイタンのゲーム・プレイヤーたち（「Role&Roll」Vol.151、2017年）ISBN 4775315013　『エクリプス・フェイズ』用
- ソードダンサー・オン・マーズ（「Role&Roll」Vol.154、2017年）ISBN 4775315250　『エクリプス・フェイズ』用
- 恩讐のパラレル・プロセッサー（「Role&Roll」Vol.158、2017年）ISBN 4775315587　『エクリプス・フェイズ』用
- 老いたる霊長類の星への挽歌（「Role&Roll」Vol.162、2018年）ISBN 4775315889　『エクリプス・フェイズ』用
- 焦土の衛星シンダーの秘密（「Role&Roll」Vol.166、2018年）ISBN 4775316125　『エクリプス・フェイズ』用
- 悪夢の衛星タナカの恐怖（「Role&Roll」Vol.170、2018年）ISBN 4775316494　『エクリプス・フェイズ』用
- クローズド・ハビタットの囚人（「Role&Roll」Vol.174、2019年）ISBN 4775316494　『エクリプス・フェイズ』用
- アンクル・アグリーの地下迷宮Level2 （「ウォーロック・マガジン」Vol.4、2019年）ISBN 4883753484　共著、『トンネルズ＆トロールズ完全版』用
- 因縁のダークキャスティング（「Role&Roll」Vol.178、2019年）ISBN 4775316494　『エクリプス・フェイズ』用
- ドルイドの末裔（「ウォーロック・マガジン」Vol.5、2019年）ISBN 4883753662　共著、『トンネルズ＆トロールズ　ラヴクラフト・バリアント』用
- いざ冥王星へ（「Role&Roll」Vol.182、2019年）ISBN 4775317881 『エクリプス・フェイズ』用
- 廃都コッロールのヴァンピレス（「ウォーロック・マガジン」Vol.6、2020年）ISBN 4883753867　『トンネルズ＆トロールズ完全版』用
- 敏腕ネゴシエーターは今日も完璧（「Role&Roll」Vol.187、2020年）ISBN 477531825X 『エクリプス・フェイズ』用
- 天空の国のアリス（「ウォーロック・マガジン」Vol.8、2020年）ISBN 4883754138 『トンネルズ＆トロールズ完全版』用
- トロールの国のアリス（「ウォーロック・マガジン」Vol.9、2021年） ISBN 4883754316　『トンネルズ＆トロールズ完全版』用
- 金星応答あり（「Role&Roll」Vol.203）ISBN 4775319531　『エクリプス・フェイズ』用
- 惑星（ほし）のさだめを誰が知る（「Role&Roll」Vol.214）ISBN 4775320378　『エクリプス・フェイズ』用
- 彼方の惑星コーデルへの門（「Role&Roll」Vol.218）ISBN 4775320599　『エクリプス・フェイズ』用

### RPGソロ・アドベンチャー（雑誌等掲載）
- 無敵の万太郎とシックス・パックの珍道中（ウォーロック・マガジン誌、「GMウォーロック」に連載、2018年～）　『トンネルズ＆トロールズ完全版』用
- 魔法の酒樽を取り返せ！（「Role&Roll」Vol.177、2019年）ISBN 4775317350　『トンネルズ＆トロールズ完全版』用
- 廃都コッロールのトークティパス（「Role&Roll」Vol.183、2019年）ISBN 4775317970　『トンネルズ＆トロールズ完全版』用
- 流れよわが涙、と監視官は言った（「Role%Roll」Vol.193、2020年）ISBN 4775318667　『エクリプス・フェイズ』用
- ほうき拳をめぐる冒険　他2本（「GMウォーロック」Vol.1、2021年） ISBN 4775319183 『トンネルズ＆トロールズ完全版』用
- 哀しみのオルガスマシン（「Role&Roll」Vol.200、2021年）ISBN 4775319248　『エクリプス・フェイズ』用
- 既知宇宙（ノウンスペース）の鍵、二つの指輪（「Role&Roll」Vol.208、2022年）ISBN 4775319876　『エクリプス・フェイズ』用

## 翻訳
ダンジョンズ&ドラゴンズ関連書籍
すべて共訳
- 秘術の書（ホビージャパン、2009年）ISBN 4894259265
- 失われし王冠を求めて（ホビージャパン、2009年） ISBN 4894259796
- ドラゴン・マガジン年鑑（ホビージャパン、2010年） ISBN 4798600725
- ダンジョン・マガジン年鑑（ホビージャパン、2010年）　ISBN 4798601179
- 冒険者の宝物庫II （ホビージャパン、2010年）ISBN 4894259990
- ダンジョン・デルヴ（ホビージャパン、2011年） ISBN 4798601985
- ダンジョンズ＆ドラゴンズ　ドリッズトの伝説　ヴィジュアル大百科（グラフィック社、2024年）ISBN 978-4-7661-3864-1

ウォーハンマーRPG関連書籍
- エウレーカ！（ホビージャパン、2007年）日本語版公式サイトに掲載
- ウィズ・ア・リトル・ヘルプ・フロム・マイ・フレンズ（ホビージャパン、2007年）日本語版公式サイトに掲載
- 隠された宝石にまつわる諸事情（ホビージャパン、2008年）日本語版公式サイトに掲載
- 鉄石峠（ホビージャパン、2008年）日本語版公式サイトに掲載
- ミドンヘイムの灰燼 (ホビージャパン、2008年） ISBN 4894257424
- ライク川にかかる橋（ホビージャパン、2008年）日本語版公式サイトに掲載

以下は共訳
- ウォーハンマー・コンパニオン（ホビージャパン、2008年） ISBN 4894257815
- 救済の書：トゥーム・オヴ・サルヴェイション（ホビージャパン、2009年） ISBN 4894258811
- スケイブンの書：角ありし鼠の子ら（ホビージャパン、2010年） ISBN 4798601586
- ケイオス・イン・ジ・オールドワールド（ホビージャパン、2009年）※ボードゲーム ASIN B002T9VNLK
- ウォーハンマーRPG　ルールブック（ホビージャパン、2020年）　ASIN B08H65H2RF
- ウォーハンマーRPG　スターターセット（ホビージャパン、2021年）　ASIN B09B231VR1
- ウォーハンマーRPG　ゲームマスター・スクリーン（ホビージャパン、2021年） ASIN B09F6CMBF3
- ライクランドの建築（ホビージャパン、2021年） PDFのみ
- ライクランドに冒険あり！（ホビージャパン、2021年）日本語版公式サイトに掲載
- 比類なく有益なスラサーラの呪文集（ホビージャパン、2021年） PDFのみ
- 眠れぬ夜と息つけぬ昼（ホビージャパン、2022年）　 ASIN B09TW21PJ1
- ユーベルスライク冒険集（ホビージャパン、2022年）　 ASIN B09TW21LVV
- ライクランド綺譚　ウォーハンマーRPG　単発シナリオ集（ホビージャパン、2022年）　PDFのみ
- 墓穴掘るならご勝手に（ホビージャパン、2022年）　PDFのみ
- ライクランドの記念碑（ホビージャパン、2022年）　PDFのみ
- 帝立動物園　ウォーハンマーRPG生物誌（ホビージャパン、2024年）　ASIN B0CWN2SQGP

エクリプス・フェイズ関連書籍
以下は共訳
- エクリプス・フェイズ（新紀元社、2016年）ISBN 4775310224
- しろたえの袖（スリーヴ）～拝啓、紀貫之どの（ケン・リュウ著、「ナイトランド・クォータリー」Vol.6、書苑新社、2016年）ISBN 4883752372
- エクリプス・フェイズ　ソースブック　サンワード（新紀元社、2021年）　ISBN 4775319256

トンネルズ&トロールズ関連書籍
- アンクル・アグリーの地下迷宮（グループSNE、『トンネルズ＆トロールズ完全版BOOK』同梱、2018年）ASIN B07L4H5Y92
- コッロールの恐怖（グループSNE、2020年）ISBN 4883753913
- ソーサラー・ソリテア完全版（「ウォーロック・マガジン」Vol.7、2020年）ISBN 4883754014
- ゾルのモンスター迷宮（「GMウォーロック」Vol.2、2021年）ISBN 4775319485

ハーンマスター関連書籍
- 雛菊の野　『ハーンマスター』アドベンチャー＆クイックスタート（協力、FrogGames、2024年）
- 銀の山道　『ハーンマスター』ドワーフの交易路（企画・協力、FrogGames、2024年）

小説等
- 赫い森（アンジェラ・スラッター作、2019年、「ナイトランド・クォータリー」vol.17）
- クルディスタンの異邦人（E・ホフマン・プライス作、2019年、「ナイトランド・クォータリー」vol.18）
- マレクの復活（ポール・ヘインズ作、2019年、「ナイトランド・クォータリー」vol.18）
- カルカッソンヌ（ウィリアム・フォークナー作、2019年、「ナイトランド・クォータリー」vol.19）
- いかにしてアドラズーンの都は審判の日を迎えたのか（リン・カーター作、2019年、「ナイトランド・クォータリー」vol.19）
- パリからストラスブールへの飛行機の旅は、ナマのキュビスム絵画の展覧会だ（アーネスト・ヘミングウェイ著、2020年、「ナイトランド・クォータリー」vol.21）
- 映画製作者へのささやかなアドバイス（ロバート・ブロック作、2020年、「ナイトランド・クォータリー」vol.22
- 盗賊世界へのいざない（ロバート・L・アスプリン作、2021年、「ナイトランド・クォータリー」vol.24）
- 鍋と布巾（T・F・ポウイス作、2021年、「ナイトランド・クォータリー」vol.25）
- ウンディーネ（パトリシア・A・マキリップ作、2021年、「ナイトランド・クォータリー」増刊号）
- 最後の塔（C・J・チェリイ作、2021年、「ナイトランド・クォータリー」vol.27）
- キーラ、インディアンの父無し娘（ユードラ・ウェルティ作、2022年、「ナイトランド・クォータリー」vol.28）
- ボーリュー（マーガレット・セント・クレア作、2022年、「ナイトランド・クォータリー」vol.29）
- ドライアドの棲む樹（トマス・バーネット・スワン作、2022年、「ナイトランド・クォータリー」vol.30）
- アーサーの戴冠（チャールズ・ウィリアムズ作、2023年、「ナイトランド・クォータリー」vol.31）
- モンドリームの森でマーリンは夢見る（チャールズ・デ・リント作、2023年、「ナイトランド・クォータリー」vol.31）
- 窖に棲まう地底人（A・メリット作、2023年、「ナイトランド・クォータリー」Vol.32）
- 白い悪魔 第二幕 第二場（ジョン・ウェブスター作、2023年、「ナイトランド・クォータリー」Vol.33）
- 悪魔と老船長（ジョン・メイスフィールド作、2023年、「ナイトランド・クォータリー」Vol.33）
- 泰然自若たるもの（ステイシー・オーモニア作、2023年、「ナイトランド・クォータリー」Vol.34）
- 闇とナサニエル（T・F・ポウイス作、2023年、「ナイトランド・クォータリー」Vol.35）
- プースウムの黒い修道院長──『黒の書』第四十七章より（クラーク・アシュトン・スミス作、「ナイトランド・クォータリー」Vol.36）
- 悪夢（ウィルフリッド・ウィルスン・ギブスン作、「ナイトランド・クォータリー」Vol.36

以下は共訳
- ダンジョン・ロード　ホビージャパン、2010年　ASIN B003TSDBZG　※ボードゲーム
- オスカー・ワオの短く凄まじい人生（ジュノ・ディアズ著、2011年、新潮社）ISBN 4105900897
- H・P・ラヴクラフト大事典（S・T・ヨシ著、2012年、エンターブレイン）ISBN 4047267201
- 戦いの世界史（ジョン・キーガン著、2014年、原書房 ）ISBN 4562050721
- ファイナルファンタジーⅥ（タオ・リン著、2014年、「GRANTA JAPAN with 早稲田文学」01）ISBN 4152094494